# Palisades Park (New Jersey)
Ne doit pas être confondu avec Palisades Park.
Palisades Park est un borough du comté de Bergen, dans l'État du New Jersey aux États-Unis.
Selon le recensement de 2010, la population de l'arrondissement était de 19 622 habitants, en augmentation de 14,9 % par rapport à celui de 2000, lui-même en augmentation 17,5 % par rapport à celui de 1990. Sa population est majoritairement coréo-américaine (52 % du total).
Le borough de Palisades Park a été créé par la loi de la législature du New Jersey du 22 mars 1899 par scission du township de Ridgefield. Sa superficie a été agrandie par des territoires provenant du borough voisin de Fort Lee en avril 1909. Le borough a été dénommé d'après son emplacement au sommet des New Jersey Palisades.

## Démographie
| Groupe            | Palisades Park | New Jersey | États-Unis |
| ----------------- | -------------- | ---------- | ---------- |
| Asiatiques        | 57,8           | 8,6        | 4,8        |
| Blancs            | 28,9           | 68,6       | 72,4       |
| Autres            | 9,1            | 6,4        | 6,4        |
| Afro-Américains   | 2,0            | 13,7       | 12,6       |
| Métis             | 2,0            | 2,3        | 2,9        |
| Amérindiens       | 0,3            | 0,3        | 0,9        |
| Total             | 100            | 100        | 100        |
|                   |                |            |            |
| Latino-Américains | 18,2           | 17,7       | 16,7       |

Selon l'American Community Survey, pour la période 2011-2015, 44,61 % de la population âgée de plus de 5 ans déclare parler le coréen à la maison, 20,88 % déclare parler l'anglais, 16,72 % l'espagnol, 3,19 % une langue chinoise, 1,65 % le grec, 1,44 % l'italien, 1,31 % le tagalog, 1,15 % le persan, 0,90 % l'hindi, 0,85 % l'arménien, 0,71 % le gujarati, 0,70 % le russe, 0,70 % le japonais, 0,69 % le serbo-croate et 4,51 % une autre langue.